# Deszk
Deszk là một thị trấn thuộc hạt Csongrád, Hungary. Thị trấn này có diện tích 52,05 km², dân số năm 2010 là 3662 người, mật độ 70 người/km².